# ベスラー・スチーム・エアプレーン
ベスラー・スチーム・エアプレーン（Besler steam airplane）はアメリカ合衆国のジョージ・ベスラー（George D. Besler、1902年-?)とウィリアム・ベスラー（William J. Besler、1904年 -?)のベスラー兄弟が開発した蒸気エンジンの航空機である。1933年に30分間の飛行に成功した。航空機の動力として蒸気機関の使用が試みられたのは航空機の歴史の黎明期に何度かあるが、実際に飛行といえる水準に達した唯一の航空機である。
セントラル・レールロード・オブ・ニュージャージーの社長、ウィリアム・ジョージ・ベスラーの息子のベスラー兄弟は1930年頃から蒸気エンジンの航空機の開発を始め、機関車用の蒸気エンジンを改造し、蒸気レシプロエンジンを開発した。トラベルエア社製の複葉機のエンジンを外して、重さ180ポンドで150馬力の蒸気エンジンを取り付けた。灯油を燃焼させて水管を熱して作られた水蒸気の圧力でピストンを動かし動力を得ている。1933年4月12日、カリフォルニア州オークランドでウィリアム・ベスラーの操縦で水蒸気の煙をひきながら飛行に成功した。外燃機関である蒸気エンジンは、静かで200フィートで飛行場上空を通過する時、パイロットの挨拶の声が聞こえるぐらいエンジンは静かだったとされている。さらに、バルブの操作で簡単に回転方向を変えられる蒸気レシプロエンジンの特性を生かして着陸後にプロペラを逆転させ、減速し短距離で停止し、さらに逆方向に進んでみせた。その後ベスラー兄弟は蒸気エンジン航空機の開発をやめた。

## 参考図書
- 『クルマが先か?ヒコーキが先か? MkIV』岡部いさく著（2011年1月）二玄社